# Sabicea aspera
Sabicea aspera är en måreväxtart som beskrevs av Jean Baptiste Christophe Fusée Aublet. Sabicea aspera ingår i släktet Sabicea och familjen måreväxter. Inga underarter finns listade i Catalogue of Life.